# Leila Ben Youssef
Leila Ben Youssef (* 13. November 1981) ist eine ehemalige tunesische Stabhochspringerin.
2007 siegte sie bei den Afrikaspielen in Algier.
2008 stellte sie nach einem Sieg bei den Leichtathletik-Afrikameisterschaften in Addis Abeba am 19. Juni in Los Gatos mit 4,30 m den bis 2019 gültigen tunesischen Rekord auf und qualifizierte sich damit für die Olympischen Spiele in Peking, bei denen sie in der Qualifikation ausschied.